# عصر الخزامى
عصر الخزامى أو فترة لاله (21 يوليو 1718م - 28 سبتمبر 1730م) (بالتركية العثمانية: لاله دورى، بالتركية الحديثة: Lâle Devri) فترة من الفترات التي مرت بها الدولة العثمانية منذ معاهدة پساروفچا 21 يوليو 1718م حتى تمرد وعصيان پاترونا خليل 28 سبتمبر 1730م.